# 1896년 하계 올림픽 육상
1896년 하계 올림픽 육상은 그리스 아테네에서 개최된 1896년 하계 올림픽의 종목이다. 1896년 4월 6일부터 10일까지 파나티나이코 경기장에서 12개 세부 종목으로 진행되었다. 10개국에서 64명의 선수가 참가하였으며 남자 경기만 열렸다.
선수 열 명이 참가한 미국 대표팀이 열두 종목 중 아홉 개를 휩쓸었다. 세계적인 선수가 별로 참가하지 않았기 때문에 세계 신기록은 세워지지 않았다. 또한 경기장의 곡선주로가 매우 촘촘해서 달리기 경기에서 좋은 기록을 내기란 겉보기에는 불가능해보였다.
100m 예선 경기는 올림픽 첫 번째 경기였으며 1조의 우승자인 프랜시스 레인은 첫 번째로 올림픽에서 1위를 한 선수로 기록된다. 올림픽 첫 우승자는 세단뛰기에서 나왔으며 하버드 대학교에 다니던 제임스 코널리가 우승을 차지했다. 코널리는 다른 도약 경기에서도 좋은 성적을 냈으며 높이뛰기에서는 2위를, 멀리뛰기에서는 3위를 차지했다.
다른 선수 중에서도 의외로 선전한 선수가 있었다. 톰 버크는 100m와 400m 우승을 차지했으며 런던에서 태어난 에드윈 플랙은 800m와 1500m 우승을 차지했다. 프린스턴 대학교 학생이었던 로버트 개릿은 고대 올림픽에서 유래한 경기이지만 국제 대회에서는 이전까지 열리지 않았던 포환던지기에서 첫 승리를 거머쥐었으며 개릿은 10kg짜리인 가짜 포환으로 대회 대비 연습을 하려 했지만 너무 무거워서 이내 포기했다. 실제 경기에서는 2kg짜리 포환으로 경기를 한다는 것을 알았을 때 경기에 당연히 참가해서 이겼으며 그리스 관중들은 이 선수를 "무적"(unbeatable)이라고 여기면서 놀라워했다.
국제대회에서 첫선을 보인 두 번째 종목은 마라톤이었다. 이것은 쿠베르탱의 친구인 미셸 브라엘이 페이디피데스의 전설에 기반을 둔 것이었다. 이 아테네 병사는 꼬박 이틀을 달려서 아테네가 마라톤 전투에서 승리를 거뒀으며 소식을 알리고 이내 죽어버렸다. 마라톤은 마라톤 시에서 시작되었으며 아테네까지 약 40km나 되는 더러운 거리를 달려야했다. 육상 경기에서 그리스 우승자가 없던 것에 대해 실망했던 그리스 국민들은 그리스 선수가 선두에 있다는 것을 알자 너무 기뻐했다. 스피리돈 루이스가 경기장에 들어오자 콘스탄티노스 1세는 그와 마지막 바퀴를 같이 돌기도 했다. 루이스는 다시는 경기를 뛰지 않았지만 그의 승리가 그를 국가영웅으로 만들었다.

## 경기장
| 도시   | 경기장              | 원어명             | 로마자명            | 개최 종목 |
| ------ | ------------------- | ------------------ | ------------------- | --------- |
| 아테네 | 아테네 마라톤 코스  |                    |                     | 마라톤    |
| 아테네 | 파나티나이코 경기장 | Παναθηναϊκό Στάδιο | Panathenaic Stadium | 전종목    |

## 세부 종목
1896년 하계 올림픽 육상의 세부 종목은 아래와 같으며, 남자 경기만 진행되었다.
| - 트랙 경기 - 남자 100m - 남자 400m - 남자 800m - 남자 1500m - 남자 110m 허들 | - 필드 경기 - 남자 멀리뛰기 - 남자 세단뛰기 - 남자 높이뛰기 - 남자 장대높이뛰기 - 남자 포환던지기 - 남자 원반던지기 | - 도로 경기 - 남자 마라톤 |

## 참가국
육상 종목의 참가국과 참가 선수 수는 아래와 같다.
| - 그리스 (29명) - 독일 (5명) - 덴마크 (3명) | - 미국 (10명) - 스웨덴 (1명) - 오스트레일리아 (1명) | - 영국 (5명) - 칠레 (1명) - 프랑스 (6명) | - 헝가리 (3명) |

## 메달 집계

### 최종 순위
| 순위 | 국가           | 금메달 | 은메달 | 동메달 | 합계 |
| ---- | -------------- | ------ | ------ | ------ | ---- |
| 1    | 미국           | 9      | 6      | 2      | 17   |
| 2    | 오스트레일리아 | 2      | 0      | 0      | 2    |
| 3    | 그리스         | 1      | 3      | 6      | 10   |
| 4    | 헝가리         | 0      | 1      | 2      | 3    |
| 5    | 프랑스         | 0      | 1      | 1      | 2    |
| 5    | 영국           | 0      | 1      | 1      | 2    |
| 7    | 독일           | 0      | 1      | 0      | 1    |
| 합계 | 합계           | 12     | 13     | 12     | 37   |

### 메달리스트
| 종목                     | 금                           | 은                                     | 동                                 |
| ------------------------ | ---------------------------- | -------------------------------------- | ---------------------------------- |
| 남자 100m 자세히         | 톰 버크 · 미국               | 프리츠 호프만 · 독일                   | 프랜시스 레인 · 미국               |
| 남자 100m 자세히         | 톰 버크 · 미국               | 프리츠 호프만 · 독일                   | 소코리 알라요스 · 헝가리           |
| 남자 400m 자세히         | 톰 버크 · 미국               | 허버트 제미슨 · 미국                   | 찰스 그멜린 · 영국                 |
| 남자 800m 자세히         | 에드윈 플랙 · 오스트레일리아 | 다니 난도르 · 헝가리                   | 디미트리오스 골레미스 · 그리스     |
| 남자 1500m 자세히        | 에드윈 플랙 · 오스트레일리아 | 아서 블레이크 · 미국                   | 알뱅 레르뮈지오 · 프랑스           |
| 남자 110m 허들 자세히    | 토마스 커티스 · 미국         | 그랜틀리 골딩 · 영국                   | 없음                               |
| 남자 마라톤 자세히       | 스피리돈 루이스 · 그리스     | 카릴아오스 바실라코스 · 그리스         | 켈네르 쥴라 · 헝가리               |
| 남자 높이뛰기 자세히     | 엘러리 클라크 · 미국         | 제임스 코놀리 · 미국                   | 없음                               |
| 남자 높이뛰기 자세히     | 엘러리 클라크 · 미국         | 로버트 개릿 (USA)                      | 없음                               |
| 남자 장대높이뛰기 자세히 | 웰스 호이트 · 미국           | 알버트 타일러 · 미국                   | 에반겔로스 다마스코스 · 그리스     |
| 남자 장대높이뛰기 자세히 | 웰스 호이트 · 미국           | 알버트 타일러 · 미국                   | 이오아니스 테오도로풀로스 · 그리스 |
| 남자 멀리뛰기 자세히     | 엘러리 클라크 · 미국         | 로버트 개릿 · 미국                     | 제임스 코놀리 · 미국               |
| 남자 세단뛰기 자세히     | 제임스 코놀리 · 미국         | 알렉상드르 튀페르 · 프랑스             | 이오아니스 페르사키스 · 그리스     |
| 남자 포환던지기 자세히   | 로버트 개릿 · 미국           | 밀티아데스 구스코스 · 그리스           | 게오르기오스 파파시데리스 · 그리스 |
| 남자 원반던지기 자세히   | 로버트 개릿 · 미국           | 파나기오티스 파라스케보풀로스 · 그리스 | 소티리오스 베르시스 · 그리스       |

## 같이 보기
- 올림픽 육상 남자 메달리스트 목록
- 올림픽 육상 여자 메달리스트 목록

## 참고 문헌
- 국제 올림픽 위원회 - 1896년 하계 올림픽 육상경기 결과 (영어)
- Lampros, S.P.; Polites, N.G.; De Coubertin, Pierre; Philemon, P.J.; & Anninos, C. (1897). 《The Olympic Games: BC 776 – AD 1896》. Athens: Charles Beck. (Digitally available at  보관됨 2013-01-16 - 웨이백 머신)
- Mallon, Bill; & Widlund, Ture (1998). 《The 1896 Olympic Games. Results for All Competitors in All Events, with Commentary》. Jefferson: McFarland. ISBN 0-7864-0379-9. (Excerpt available at )
- Smith, Michael Llewellyn (2004). 《Olympics in Athens 1896. The Invention of the Modern Olympic Games》. London: Profile Books. ISBN 1-86197-342-X.

| 올림픽 육상 |                                     |           |
|             | 1896년 하계 올림픽 육상 아테네 1896 | 다음 대회 |
|             | 1896년 하계 올림픽 육상 아테네 1896 | 파리 1900 |